# Гавриш Володимир Васильович
Володимир Васильович Га́вриш (19 січня 1922, Косів — 15 липня 1988, Косів) — український радянський майстер художнього різьблення по дереву і педагог; член Спілки радянських художників України з 1950 року. Брат різьбярів Дмитра та Івана Гавришів.

## Біографія
Народився 19 січня 1922 року в місті Косові (нині Івано-Франківська область, Україна). Ремеслу навчався у Юрія Баранюка, Василя Кабина та у приватній різьбярській школі Василя Девдюка.
Протягом 1939—1948 років (з перервою) працював у косівській артілі «Гуцульщина»; у 1948—1982 роках викладав у Косівському училищі прикладного мистецтва. Серед учнів: Остап Гнатюк, Олександр Хованець. З 1982 року працював на Косівському художньо-виробничому комбінаті. Мешкав у Косові в будинку на вулиці Сергія Лазо, № 20. Помер у Косові 15 липня 1988 року.

## Творчість
Виготовляв меблі, настільні лампи, шахи, письмове приладдя, скриньки, вази, тарілки, жіночі прикраси, сувеніри. Вироби оздобляв гуцульськими народними орнаментами у техніках «сухого різьблення» та інкрустації.
Брав участь у республіканських виставках з 1949 року, всесоюзних — з 1947 року, зарубіжних — з 1952 року (зокрема у Канаді у 1952 році; Варшаві і Лейпцигу в 1956 році). 1957 року отримав другу премію на конкурсі художніх виробів із дерева у Києві.
Окремі роботи майстра зберінаються у Національномуй музеї українського народного декоративного мистецтва у Києві, Національному музеї народного мистецтва Гуцульщини та Покуття імені Йосафата Кобринського у Коломиї (два твори).